# Клебанов, Марк Абрамович
Марк Абрамович Клебанов (23 июня [5 июля] 1899, Борисов, Минская губерния — 3 января 1974, Киев) — советский учёный в области фтизиатрии. Доктор медицинских наук (1944), профессор.

## Биография
Окончил Саратовский университет (1924). С 1929 старший научный сотрудник, руководитель организационно-методического отдела в Центральном институте туберкулёза. С 1951 по 1967 год работал заместителем директора по научной части Киевского НИИ туберкулеза и грудной хирургии им. Ф.Яновского, с 1968 — руководителем терапевтической клиники.

Автор более 130 научных трудов. Одна из его монографий «Профилактическая вакцинация против туберкулеза» (1946 г.) явилась первой в СССР работой по иммунизации населения против туберкулеза.

## Научные труды
- «Антибактериальная терапия туберкулезных больных». 1955 (соавтор.);
- «Химиотерапия больных туберкулезом». 1957 (соавтор.);
- «Антибактериальная терапия больных туберкулезом». 1967